# 東泉辣椒醬
東泉辣椒醬，指由台中東泉食品工廠所生產的辣椒醬品牌，與大麵羹、麻薏有「台中三寶」的稱號。常見於台中、彰化、南投等中部地區的小吃店鋪，久而久之成為中台灣特色飲食習慣之一。

## 起源
東泉辣椒醬的製造廠商「東泉食品工廠」其創辦人陳清本1934年生於台中大甲，1963年於台中北區成立東泉食品工廠時，主要以生產醬油為主要目標，亦推出辣椒醬增加商品品項，後來靠著街坊口耳相傳與商品本身口碑，逐漸打開銷售通路，並與台中地區早餐吃炒麵加豬血湯的印象相做連結。

## 特色
東泉辣椒醬以糯米、砂糖、食鹽、甘草粉、醬油、辣椒粉等中部在地原料製作，雖名為「辣椒醬」，但口感上辣味並不突出，主要還是以鹹甜鮮的風味為特色，因此口味可能更接近所謂的「甜辣醬」乃至“甜面酱”，但也因其中庸溫和的產品特色，使之與大部分料理皆能有所搭配。另外由於其生產廠商至今仍維持小規模生產的模式，東泉辣椒醬的主要供應通路幾乎僅限於中部地區，亦成為其特色。

## 軼聞
由於東泉辣椒醬近年開始以台中特色飲食的形象走紅，有少部分店家開始嘗試在其商品中加入東泉辣椒醬，如西瓜汁、咖啡等。成果是否適合雖見仁見智，但仍帶起一定話題。